# Rádio-orientação

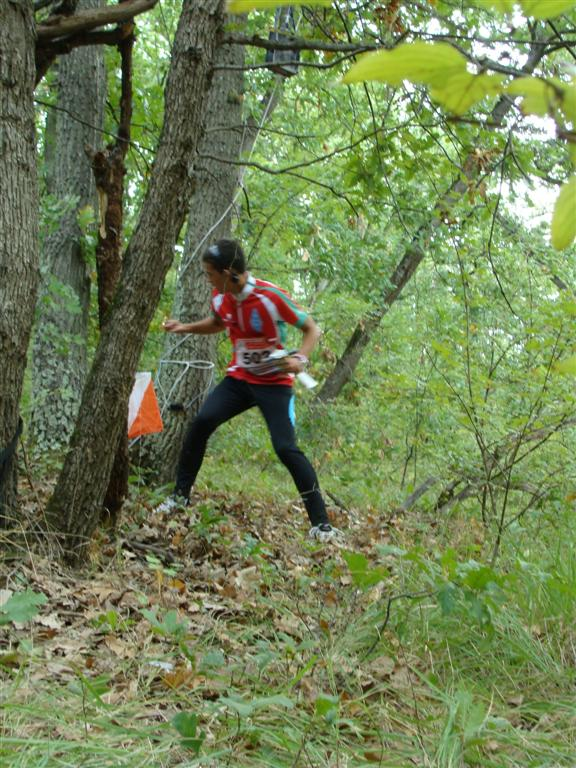
Corrida de ARDF

ARDF significa amateur radio direction finding ou em português radiolocalização ou rádio orientação;  também rádio esporte, caça à raposa (fox hunt), caça ao emissor, caça de transmissores.  O ARDF é um desporto individual que tem como objetivo percorrer em terreno variado e desconhecido, obrigando o atleta a passar por pontos no terreno (postos de controlo) determinados com balizas emissoras. O ARDF é uma combinação entre corrida de orientação e exercício de radiogoniometria.  Uma competição tem geralmente duas provas: uma para a faixa de frequências dos 80 metros (3.5 KHz), e outra para a faixa de frequências dos 2 metros (144 MHz).

## Noções básicas

### Equipamentos

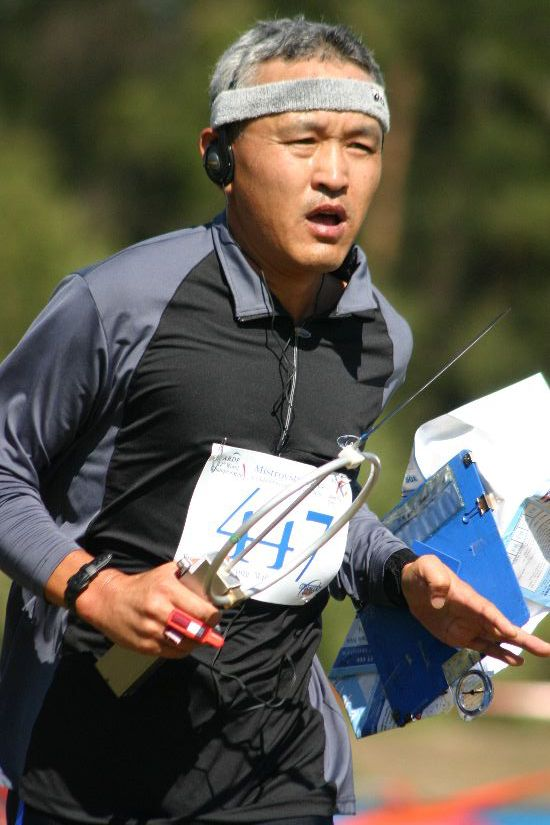
Concorrente, 80m

Os equipamentos necessários por cada concorrente são:
- Radiorreceptores de 80m e de 2m
- Antena direcional:  antena loop para 80m, antena Yagi para 2m
- Bússola
- Mapa topográfico

### Mapas
O mapa para ARDF é uma mapa topográfica detalhada, contendo o necessário para a competição.  Deve de obedecer a determinados requisitos como:
- Representar com a maior fidelidade possível as condições do terreno na época da competição;
- Ser completa e detalhada;
- Ser isentas de qualquer indicação que não sirva a finalidade;
- Ter no seu todo uma precisão que permita usar bem os instrumentos de navegação (bússola e escalas);
- Ser resistente ao tempo e ao manuseio durante a competição.

Hoje em dia, os mapas mais comuns que se utilizam estão na escala de 1/15 000, utilizando cinco cores representando os diferentes acidentes do terreno.

### Postos de controlo

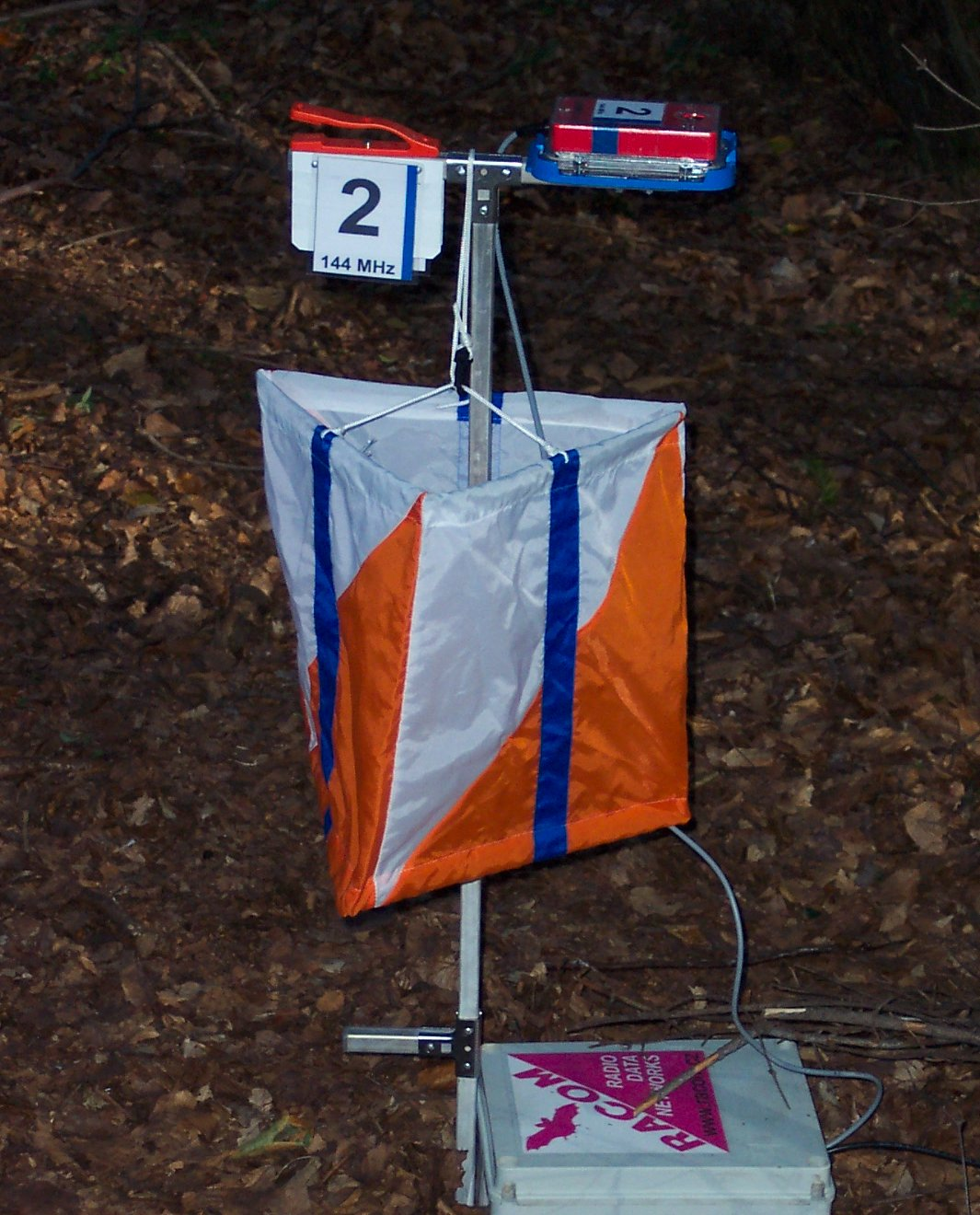
Posto de controlo com baliza emissora

As balizas transmitem em todos os sentidos no plano horizontal, geralmente no código Morse.
- 0:00 - 0:59 posto de controlo 1 emite MOE (--/---/.)
- 1:00 - 1:59 posto de controlo 2 emite MOI (--/---/..)
- 2:00 - 2:59 posto de controlo 3 emite MOS (--/---/...)
- 3:00 - 3:59 posto de controlo 4 emite MOH (--/---/....)
- 4:00 - 4:59 posto de controlo 5 emite MO5 (--/---/.....)

## Competição internacional

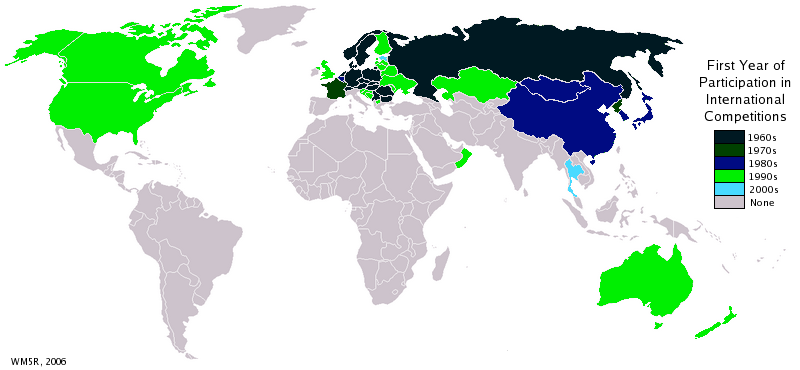
Nem Portugal nem Brasil foram representados na competição internacional

O esporte é aprovado e regulado pelo International Amateur Radio Union (IARU).  Para promover o esporte, o IARU designou um coordenador individual de ARDF para que cada região de IARU ajude a educar e organizar sociedades do rádio nacional e outros grupos de ARDF, especial nas nações sem atividade prévia no esporte.

### ARDF em Portugal
Portugal está na Região 1 de IARU. A Associação Portuguesa de Amadores de Rádio para a Investigação Educação e Desenvolvimento (AMRAD) é uma pequena organização não-governamental (ONG) focada nos aspectos da educação e desenvolvimento da ciência e da tecnologia tendo o radioamadorismo científico como meio educativo e ocupacional.
A AMRAD criou em Portugal no ano de 2002 um espaço temático destinado ao ARDF (radiolocalização ou rádio-orientação), exclusivamente focado na educação de crianças e jovens em idade escolar, estas actividades emergem assim, de um projecto criado e mantido no ano de 1999 na REP - Rede dos Emissores Portugueses, que foi denominado por «Onde está a Onda Hertziana», um programa interdisciplinar que potencia a criação dos jovens em idade escolar, para as coisas das ciências radioeléctricas e da propagação electromagnética.
A AMRAD mantém estas actividades desde há mais de 12 anos. Sendo em Portugal uma das associações a criar e a manter activa esta disciplina, seguindo todas as regras técnicas e regulamentares internacionais definidas para as práticas do ARDF (Amateur Radio Direction Finding), dotada de radiobalizas que operam nas bandas de 3.500 kHz e de 144 MHz, explorando diferentes formas de propagação por onda directa e de superfície.

### ARDF no Brasil
Brasil está na Região II de IARU.  O coordenador é Dale Hunt WB6BYU, wb6byu@arrl.net.
Brasil não foi representado nos campeonatos do mundo de ARDF em 2010.  As competições internacionais seguintes serão os campeonatos regionais de IARU em 2011. A IARU Região II (Americas) competirá em setembro 2011 nos Estados Unidos.

### Organizações
- International Amateur Radio Union (IARU)
  - IARU Região I ARDF (Europa, África, Ásia Oriental e no Médio Norte)
  - IARU Região II ARDF (Américas, site disponível em português)
  - IARU Região III ARDF (Sul da Ásia e Austrália)
- Rede dos Emissores Portugueses (REP)
- Associação Portuguesa de Amadores de Rádio para a Investigação, Educação e Desenvolvimento (AMRAD)
- Liga de Amadores Brasileiros de Rádio Emissão (LABRE): Radio escotismo
- Confederação Brasileira de Orientação

### Campeonatos do mundo
- 2012, Serbia
- 2010, Croácia
- 2008, Coreia do Sul
- 2006, Bulgária
- 2004, República Checa
- 2002, Eslováquia

### Vídeos
- Video em português com AMRAD

### Outros
- ARDF sites das sociedades membros da IARU
- ARDF sites por país
- ARDF simulador online RASOR
- HomingIn.com (em inglês)
- Radio Localização Caça Raposa